# Иессен, Карл Петрович
Карл Петро́вич Ие́ссен (дат. Karl Johann Peter Jessen, 30 июня (12 июля) 1852 — 28 апреля 1918) — русский вице-адмирал (1906), участник русско-японской войны 1904—1905 гг.

## Биография
Родился 30 июня 1852 года в Дерпте.
Послужной список:

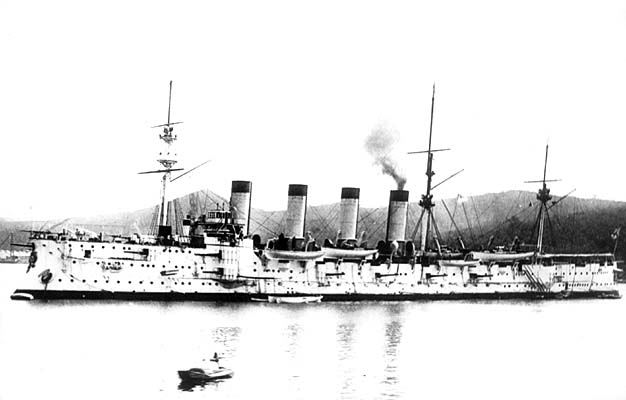
Крейсер «Громобой»

Обучался в 1869—1875 в Морском училище. Мичман (30.08.1875) — приказ № 1153. Лейтенант (18.7.1879) — «за отличие».
1881 — окончил Минный офицерский класс по 1-му разряду.
1884 — окончил Артиллерийский офицерский класс.
С 28 сентября 1884 года — минный офицер Учебной артиллерийской команды с зачислением в 4-й флотский экипаж (приказ № 309).
С 24 апреля 1886 года — минный офицер клипера «Стрелок». Участвует на нем в заграничном плавании.
С 17 апреля 1889 года — минный офицер броненосца береговой обороны «Адмирал Грейг».
С 27 июня 1889 года — заведующий пароходом «Рыбка».
По возвращении из Германии[прояснить], с 30 сентября 1889 года назначен командиром миноносца № 271.
1890 — командир миноносца «Адлер» (Черноморский флот).
капитан 2-го ранга — 01.04.1890. Старший офицер монитора «Вещун» (19.01.1891). 4 марта 1891 года назначен старшим офицером крейсера «Адмирал Корнилов». Служил в Балтийском море и на Дальнем Востоке.
1894—1895 — командир военного парохода «Нева». 2 апреля 1895 г. назначен командиром крейсера «Азия».
1897 — капитан 1-го ранга. 1898—1902 — командир крейсера «Громобой», совершил переход на Дальний Восток.
19 января 1904 — контр-адмирал. 17 февраля 1904 — младший флагман эскадры Тихого океана (флаг на броненосце «Севастополь»). 25 февраля 1904 — начальник Отдельного отряда крейсеров эскадры Тихого океана (флаг на крейсере «Россия»). 14 августа 1904 — командовал отрядом крейсеров в бою с японской эскадрой Камимуры. За этот бой награждён орденом Святого Георгия 4-й степени и зачислен в императорскую свиту (11.08.1904).
9 ноября 1904 — командующий 1-й эскадрой флота Тихого океана. 2 января 1905 — командующий Отрядом крейсеров в Тихом океане (в связи с гибелью эскадры в Порт-Артуре). Июнь 1905 — подчинён командующему Отдельным отрядом судов, назначенных для обороны Уссурийского края (контр-адмирал Н. Р. Греве).
24 ноября 1905 — 8 апреля 1906 — во главе отряда совершил переход с Дальнего Востока на Балтику. 1906 — получил выговор по результатам инспекторского смотра.
2 ноября 1906 года произведён в чин вице-адмирала, за отличие в делах против неприятеля, с увольнением от службы по болезни с мундиром и пенсией.

1912 — владелец Мюльграбенской верфи, построенной немецкой фирмой «Шихау» в окрестностях Риги на правом берегу Западной Двины у Мюльграбенского протока (Милгравский канал), фиктивным владельцем верфи был не он, а его племянник Карл Людвигович (Леонтьевич) Иессен. 

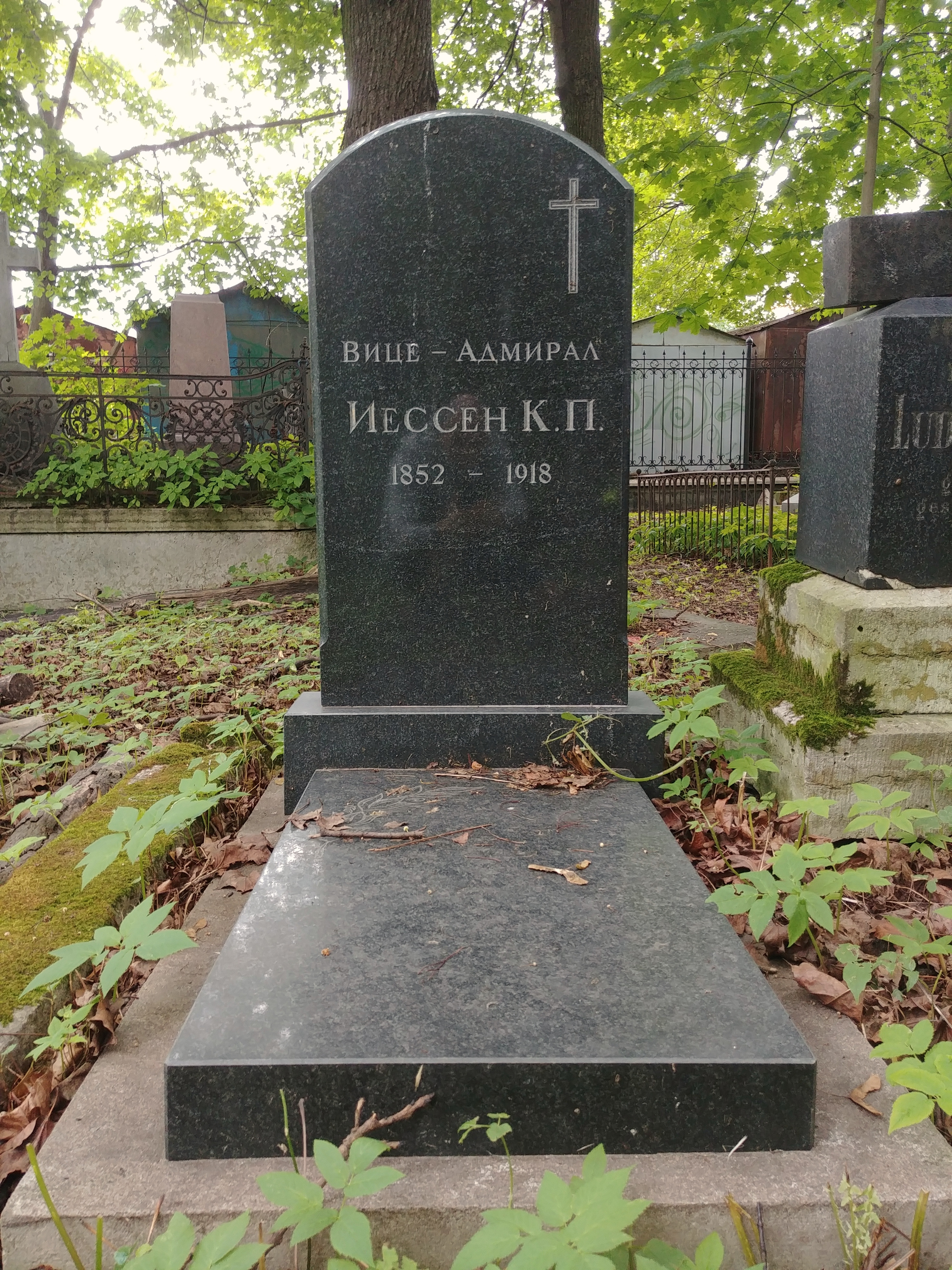
Могила Иессена К. П. на Смоленском лютеранском кладбище

23 марта 1913 — заключил с Главным управлением кораблестроения (ГУК) контракт на постройку девяти эскадренных миноносцев типа «Новик» («Гогланд», «Гренгам», «Кульм», «Патрас», «Стирсудден», «Смоленск», «Тенедес», «Хиос», «Рымник») для Балтийского флота.
Умер 28 апреля 1918 года в Петрограде от воспаления лёгких. Похоронен на Смоленском лютеранском кладбище.

## Награды
Российские:
- Орден Святого Станислава 3-й степени (1885),
- Орден Святой Анны 3-й степени (01.01.1889),
- Орден Святого Станислава 2-й степени (1892),
- Орден Святого Владимира 4-й степени с бантом за 20 морских кампаний (17.01.1895),
- Медаль «В память царствования императора Александра III» (1896),
- Медаль «В память коронации Императора Николая II» (1896),
- Орден Святой Анны 2-й степени (06.12.1897),
- Орден Святого Владимира 3-й степени (06.12.1902),
- Орден Святого Станислава 1-й степени с мечами (07.06.1904),
- Орден Святого Георгия 4-й степени (27.09.1904).

Иностранные:
- Медаль ордена Красного орла (Пруссия, 1873),
- Орден Грифона 4-й степени (Мекленбург-Шверин, 1888),
- Орден Османие 3-й степени (Османская империя, 1891),
- Орден Короны 2-й степени (Пруссия, 1892),
- Орден Данеброг, командорский крест 2-й степени (Дания, 1892),
- Орден Меча, командорский крест 2-й степени (Швеция, 1897),
- Орден Почётного легиона, офицерский крест (Франция, 1897),
- Орден Короны 2-й степени с бриллиантами (Пруссия, 1897),
- Орден Меча, командорский крест 1-й степени со звездой (Швеция, 1897),
- Орден Спасителя, командорский крест (Греция, 1901),
- Орден Франца-Иосифа, командорский крест со звездой (Австро-Венгрия, 1902).

## Дополнительные источники
- Карл Петрович Иессен
- Российский императорский флот
- Массов Александр. Дипломатическая миссия крейсера «Громобой». Россия-Австралия военно-исторические связи. Владимир Купник и Елена Говор.
- Степанов Ю. Г., Цветков И. Ф. Глава 3. Собратья «Новика». 3.3. Проектирование и постройка балтийских «новиков» // Эскадренный миноносец «Новик». — Л.: Судостроение, 1981. — С. 111—112. — 224 с.